# Kurt Adler
Kurt Adler (1. března 1907 Jindřichův Hradec – 21. září 1977 Butler, New Jersey) byl sbormistr, hudební dirigent, hudební skladatel, hudební teoretik a klavírista. Byl nejlépe známý jako sbormistr a hlavní dirigent Metropolitní opery v New Yorku, kde působil v letech 1943 až 1973. Dirigoval v Rakousku, Německu, Rusku, Československu, Ukrajině, Spojených státech, Kanadě, Mexiku, Jugoslávii, Rumunsku, Bulharsku a Maďarsku.

## Život
Kurt Adler se narodil v Jindřichově Hradci v židovské rodině. Byl jediným dítětem Siegfrieda Adlera (narozen 26. června 1876 v Lukách nad Jihlavou), majitele textilní továrny, a Olgy (Fürth) Adlerové (narozené 3. dubna 1882 v Sušici. Oba rodiče byli zavražděni gestapem během druhé světové války poté, co byli v roce 1942 deportováni z rakouské Vídně do koncentračního tábora Izbica, který sloužil jako přestupní tábor, do vyhlazovacího tábora Bełżec v Polsku 15. května 1942. Jeho prarodiče z otcovy strany Jakob a Eveline Adlerovi jsou pohřbeni v Jindřichově Hradci na židovském hřbitovu. Jeho prarodiče z matčiny strany Albert a Katherine Fürthovi jsou pohřbeni v Sušici.
Kurt Adler začal studovat hudbu ve věku šesti let pod vedením jindřichohradeckého kantora Jacoba Fürnberga.Jeho první veřejné vystoupení bylo ve čtrnácti letech.
Celé jeho další hudební vzdělání bylo ve Vídni. Mezi další učitele patří prof. Richard Robert, Fanny Boehm-Kramerová, prof. Alexander Manhart (1875–1936) (klavír); Karl Weigl (1881–1949), prof. Guido Adler (1855–1941), prof. Wilhelm Fischer (1886–1962) (teorie); Ferdinand Foll (1867–1929), dále Hermann Weigert (1890–1955), Erich Kleiber (1890–1956) (dirigování). Na Vídeňské univerzitě vystudoval muzikologii.
Svou profesionální kariéru zahájil v Berlínské státní opeře. Později spolupracoval s německým operním divadlem v Praze a s Městskou operou v Berlíně.
Dne 9. října 1938 emigroval do Spojených států, aby unikl před nacismem. Do Metropolitní opery v New Yorku nastoupil v roce 1943.

## Angažmá
- 1927–1929 asistent dirigenta, Berlínská státní opera. První dirigovaná opera, Peer Gynt (Grieg).
- 1929–1932 dirigent německého operního divadla Praha.
- 1932–1933 dirigent Městské opery v Berlíně.
- 1933–1938 Vedení symfonických koncertů a opery po celé Evropě.
- 1933 dirigent orchestrálních koncertů ve Vídni.
- 1933 Zakladatel Unio Opera Company, Vídeň.
- 1933–1935 první dirigent, Kyjev, Národní opera Ukrajiny.
- 1935–1937 Zakladatel, hudební ředitel a první dirigent Symfonického orchestru Stalingrad
- 1938–1943 USA Vedení koncertů a koncertování jako pianista po celých Spojených státech a Kanadě.
- 1938–1939 Pianista, tři transkontinentální turné po Spojených státech.
- 1939-1941 hudební ředitel, Friendship House, New York City.
- 1943 asistent dirigenta Leopolda Stokowského, Metropolitní opera, New York City.
- 1943–1973 sbormistr, dirigent, Metropolitní opera, New York City, New York (USA).
- 1944–1947 hudební ředitel, Opera Nacional a Opera de Mexico, Mexico City.
- 1952 hudební ředitel, Central City Opera Festival, Central City, Colorado.
- 1954 Hudební ředitel operních představení v Greek Theatre, Hollywood, Kalifornie.

Dirigent četných přenosů a televizních představení operní a symfonické hudby.

## Pedagogická činnost
1929–1932 Organizátor a dirigent Studentského orchestru Německé hudební akademie v Praze (německy Deutsche Akademie für Musik und darstellende Kunst)
1934–1935 dirigent, orchestr Kyjevské hudební konzervatoře, Kyjev
1935–1937 profesor operní třídy na hudební konzervatoři ve Stalingradu
1938–1941 učitel hry na klavír; New York City

## Dílo
- 1943 Adler, K.: Songs of many wars, from the sixteenth to the twentieth century. New York, Howell, Soskin 1943, 221p. Edited and arranged by Kurt Adler. (A collection of fighting songs which oppressed people of all times and nation have sung in their fight against tyranny.)
- 1953–1956 Adler, K.: Operatic anthology: celebrated arias selected from operas by old and modern composers, in five volumes / compiled by Kurt Adler. New York, G. Schirmer c1953–1956. Edited and arranged by Kurt Adler.
- 1955 Adler, K.: Famous operatic choruses. New York, G. Schirmer c1955, Edited and arranged by Kurt Adler.
- 1956 Adler, K.: The Prima donna‘s album: 42 celebrated arias from famous operas. New York, G. Schirmer c1956, Edited and arranged by Kurt Adler.
- 1960 Adler, K.: Songs From Light Operas for soprano. New York, G. Schirmer 1960, Edited and arranged by Kurt Adler.
- 1965 Adler, K.: The art of accompanying and coaching. Minneapolis, University of Minnesota Press 1965.
- 1967Adler, K.: Phonetics and diction in singing: Italian, French, Spanish, German. Minneapolis, University of Minnesota Press 1967.
- 1968 Adler, K.: Duets from the great operas, for soprano and baritone. New York, G. Schirmer 1968, Edited and arranged by Kurt Adler.
- 1968 Adler, K.: Duets from the great operas, for soprano and tenor. New York, G. Schirmer, Edited and arranged by Kurt Adler.
- 1971 Adler, K.: The art of accompanying and coaching. New York, Da Capo Press
- 1974 Adler, K.: Phonetics and diction in singing: Italian, French, Spanish, German. Minneapolis, University of Minnesota Press, 2nd ed.
- 1975–1977 Adler, K.: Operatic anthology: celebrated arias selected from operas by old and modern composers, in five volumes / Edited and arranged by Kurt Adler. Rochester, N.Y., National Braille Association 1975–1977.
- 1976 Adler, K.: The art of accompanying and coaching. New York, Da Capo Press
- 1980 Adler, K.: The art of accompanying and coaching. New York, Da Capo Press
- 1985 Adler, K.: The art of accompanying and coaching. New York, Da Capo Press